# Округ Потавотами (Ајова)
Потавотами (енгл. Pottawattamie County) је округ у америчкој савезној држави Ајова.

## Демографија
По попису из 2010. године број становника је 93.158, што је 5.454 (6,2%) становника више него 2000. године.
| Група             | 2000.          | 2010.          |
| Белци             | 82.667 (94,3%) | 83.609 (89,7%) |
| Афроамериканци    | 671 (0,8%)     | 1.267 (1,4%)   |
| Азијати           | 423 (0,5%)     | 570 (0,6%)     |
| Хиспаноамериканци | 2.892 (3,3%)   | 6.151 (6,6%)   |
| Укупно            | 87.704         | 93.158         |